# Lea Gasparovic
Lea Gasparovic (* 9. Juli 1997 in Aachen) ist eine deutsche Tennisspielerin.

## Karriere
Gasparovic begann mit sechs Jahren mit dem Tennisspielen und sie spielt vorrangig Turniere des ITF Women’s Circuit. Ihr bislang größter Erfolg auf der Profitour war der Achtelfinaleinzug beim mit 10.000 US-Dollar dotierten Turnier im belgischen Maaseik, wo sie der Chilenin Cecilia Costa Melgar nur knapp in drei Sätzen mit 6:4, 3:6 und 5:7 unterlag.
2014 wurde Gasparovic Deutsche Meisterin U18 in der Halle. 2015 gewann sie die Verbandsmeisterschaften des Tennis-Verband Niederrhein.
In der 1. Deutschen Tennisbundesliga spielte Gasparovic 2013, 2014, 2015 und 2016 für den TK Blau-Weiss Aachen in der ersten Liga. Sie konnte von ihren bislang 23 Bundesligamatches 13 für sich entscheiden, davon zehn im Einzel und drei im Doppel.